# تیونیل تترافلورید
تیونیل تترافلورید (به انگلیسی: Thionyl tetrafluoride) با فرمول شیمیایی SOF۴ یک ترکیب شیمیایی است. شکل ظاهری این ترکیب، گاز بی‌رنگ است.